# John Southworth
John Southworth, född 1592 i Lancashire, död 28 juni 1654 i Tyburn, var en romersk-katolsk präst. Han vördas som helgon inom Romersk-katolska kyrkan och tillhör Englands och Wales fyrtio martyrer.

## Biografi
John Southworth studerade vid det engelska colleget i Douai i norra Frankrike. År 1585 hade det i England stiftats en lag som innebar att det var förräderi för en romersk-katolsk präst att återvända till England. Southworth prästvigdes 1618 och reste till England året därpå. År 1624 kallades han till en kaplantjänst i Bryssel.
År 1625 återvände Southworth på nytt till England och greps efter två år i Lancashire och fängslades tillsammans med prästen Edmund Arrowsmith; denne avrättades 1628, medan Southworth flyttades till fängelset The Clink i London. Southworth dömdes senare till döden, men genom drottning Henrietta Marias intervention överlämnades han till den franske ambassadören och fördes till Frankrike.
År 1636 for han tillbaka till England och bosatte sig i Clerkenwell. Under en pestepidemi skötte Southworth och en annan präst, Henry Morse, om de sjuka i Westminster. Southworth greps på nytt och satt i The Clink i tre år. Han lyckades rymma ur fängelset och fortsatte sin prästerliga tjänst.
Southworth arresterades under det engelska interregnet och rannsakades inför Old Bailey. Han förklarade sig skyldig till att ha tjänat som romersk-katolsk präst och dömdes till hängning, dragning och fyrdelning. Den spanske ambassadören omhändertog hans döda kropp och lät föra den till Douai. Kroppen syddes ihop och balsamerades. I samband med franska revolutionen begravdes kroppen i en omärkt grav; denna upptäcktes 1927 och kvarlevorna återfördes till England.

## Bilder
| - Helige John Southworths sarkofag i Westminster Cathedral. |

### Webbkällor
- ”St. John Southworth”. Catholic Encyclopedia. New Advent. http://www.newadvent.org/cathen/14165a.htm. Läst 5 juli 2018.
- ”San Giovanni Southworth, sacerdote e martire”. Santi e Beati. http://www.santiebeati.it/Detailed/93307.html. Läst 5 juli 2018.